# ダイノキングIII
ダイノキングIII（ダイノキングスリー）とは、タイトーが製作したマス型プッシャーメダルゲーム。ダイノキングシリーズの第3弾として2008年に発売、ゲーム筐体は2007年のAMショーにて正式に発表された。

## 前作からの主な変更点
- 筐体中央の恐竜がティラノサウルスからアロサウルスへ変更、フィールド横のトリケラトプスがティラノベイビーに変更されている。また、ゲームもストーリー性をもったものに変更されている。
- ゲーム内容も前作のダイノキング、ダイノキングIIとはシンボル役、ミニゲーム、払い出し方法など大きく変更になっている。

## ゲーム内容
プッシャーにあるスタートチェッカーにメダルを入れることで、液晶画面のスロットが回転し、絵柄が3つ揃う事でメダルが払い出しや、各フィーチャーが発生する。
また、ボーナスチェッカーにメダルを入れる事で、液晶画面上部のEXレール状のEXシンボルが移動し、右端の洞窟まで移動すると大量のメダル払い出しを獲得する抽選がスタートする。

### スロット絵柄とミニゲーム
液晶画面のスロット絵柄は『1』-『7』『EX』『雷』『青D』『赤D』の11種類があり、それぞれの絵柄によって発生する払い出し枚数やミニゲームが異なる。
1
揃うとチェイスゲームがスタート
クリア条件：スタートチェッカーに投入すると１、エントリーに１枚投入する0,１減少、0になるとクリア
配当：+5 ⇒ +5 ⇒ +5 ⇒ +5 ⇒ +5 ⇒ +5 ⇒ +10枚&卵（JPステップ）
払い出し：フィールド横のティラノベイビーが20枚払い出す&尻尾で1回弾く
2
払い出し：フィールド横のティラノベイビーが10枚払い出す
3
揃うとジャンプゲームがスタート
クリア条件：スタートチェッカーに4枚投入するとクリア
配当：+5 ⇒ +5 ⇒ +10 ⇒ +20枚&卵（JPステップ）
払い出し：フィールド横のティラノベイビーが20枚払い出す&尻尾で1回弾く
4
払い出し：フィールド横のティラノベイビーが20枚払い出す
5
揃うとスリープゲームがスタート
クリア条件：スタートチェッカーに3枚投入するとクリア
配当：+5 ⇒ +10 ⇒ +25枚&卵（JPステップ）
払い出し：フィールド横のティラノベイビーが20枚払い出す&尻尾で1回弾く
6
払い出し：フィールド横のティラノベイビーが30枚払い出す
7
リーチになるとバトルゲームがスタート
クリア条件：エントリーに15枚投入するとクリア
配当：40・80・120枚のいずれか（ウィンアップチャンスによって決定）&卵（JPステップ）
払い出し：120枚の時は中央のアロサウルスが正面を向き、その口から行われる（1枚ずつ払い出される）
EX
EXレール左端にEXシンボルが追加される
雷
揃うとサンダーモードがスタート＋40枚。
サンダーモードになると雷と共にシンボルが小当たり（2・4・6）又は雷絵柄のどれかが必ず三回揃う、揃ったシンボルが雷絵柄なら連チャン回数はリセットされ再び三連チャン開始する
青D
揃うとランチゲームがスタート
クリア条件：タイミングよくエントリーに投入するとクリア
配当：+10 ⇒ +10 ⇒ +20 ⇒ +30 ⇒ +50枚&ダイノフィーバーチャンス
払い出し：『フィールド横のティラノベイビーが20枚払い出す&尻尾で1回弾く』を繰り返す
赤D
揃うとヘルプゲームがスタート
クリア条件：ボーナスチェッカーに1枚投入するとクリア
配当：120枚&ダイノフィーバーチャンス&エクストラジャックポットチャンス
払い出し：『フィールド横のティラノベイビーが20枚払い出す&尻尾で1回弾く』を3回繰り返す

### ジャックポット
- 奇数番号のミニゲームをクリアするとフィールド横にある卵ランプが1つ点灯し、これが7つ点灯することでジャックポットとなる。
- 払い出しは、中央のアロサウルスが正面を向き、その口から行われる。（口内に100枚貯めて払い出し×2）。
- 払い出しが終わると、ステップアップチャンスがスタートする。

### エクストラジャックポットチャンス
- フィールド下段中央にある赤い穴にメダルが落ちるとEXレール上のEXシンボルが右に移動する、右端の洞窟まで到達するとエクストラジャックポットチャンスがスタートする。
- 『20』『40』『60』『80』『100』『EX』と描かれた扉がスロットのように回転して、どれか1つが選ばれ、その枚数のメダルがフィールドに払い出される。
- 払い出しは、通常フィールド横のティラノベイビーから行われるが『ＥＸ』のみ中央のアロサウルスの口やフィールド横のティラノベイビーなどから払い出される。
- EXの枚数は、中央アロサウルスの足下に表示されており、ターミナルでメダルを投入すると増加していく。どこかのターミナルでEXが出た場合は初期値の枚数に戻る。

### スペシャルゲーム
- 複数のターミナルで肉を取り合うゲームが突然スタート。スタートチェッカーにメダルを入れると肉（10枚）がもらえる。
- 肉の総量は決められているので、いかに他のターミナルより多く取れるか競うゲームである。
- 払い出しは通常フィールド横のティラノベイビーから行われるが、1番多かったターミナルのみ中央のアロサウルスの口から払い出される。（1枚ずつ払い出される）

### ダイノフィーバーチャンス
- 『青D』または『赤D』（混合もOK）が揃うとスタート。
- ダイノフィーバーの継続時間を抽選で決定する。
- 抽選時間：120秒・180秒・240秒
  - ダイノフィーバー時間中はボーナスチェッカーが回転してメダルが入りやすくなる。
  - 揃った組み合わせによって、抽選する秒数が変化する。

### ステップアップチャンス
- ジャックポット払い出し終了するとスタート。
- 卵（JPステップアップ）の初期獲得数を抽選で決定する。
- 抽選獲得数：ハズレ・卵（JPステップ）1個・卵（JPステップ）2個

### ウィンアップチャンス
- バトルゲームをクリアするとスタート。
- バトルゲームの払い出し枚数を抽選で決定する。
- 抽選倍率：×1（40枚）・×2（80枚）・×3（120枚）
  - 決定した枚数によって払い出し方法が変化する。

### その他
- BGMの作曲はナムコ退職後フリーランスとなった福澤正洋氏。氏は他にもタイトーのメダルゲーム作品のブルーラグーン、ガーディアンズトラップの作曲も手掛けている。